# Juli 2000
Portal Geschichte | Portal Biografien | Aktuelle Ereignisse | Jahreskalender | Tagesartikel

◄ |
19. Jahrhundert |
20. Jahrhundert
| 21. Jahrhundert

◄ |
1970er |
1980er |
1990er |
2000er
| 2010er | 2020er | 2030er | ►

◄ |
1996 |
1997 |
1998 |
1999 |
2000
| 2001 | 2002 | 2003 | 2004 | ►

◄ |
April 2000 |
Mai 2000 |
Juni 2000 |
Juli 2000 |
August 2000 |
September 2000 |
Oktober 2000 |
►
Dieser Artikel behandelt tagesbezogene Nachrichten und Ereignisse im Juli 2000.

## Tagesgeschehen

### Samstag, 1. Juli 2000

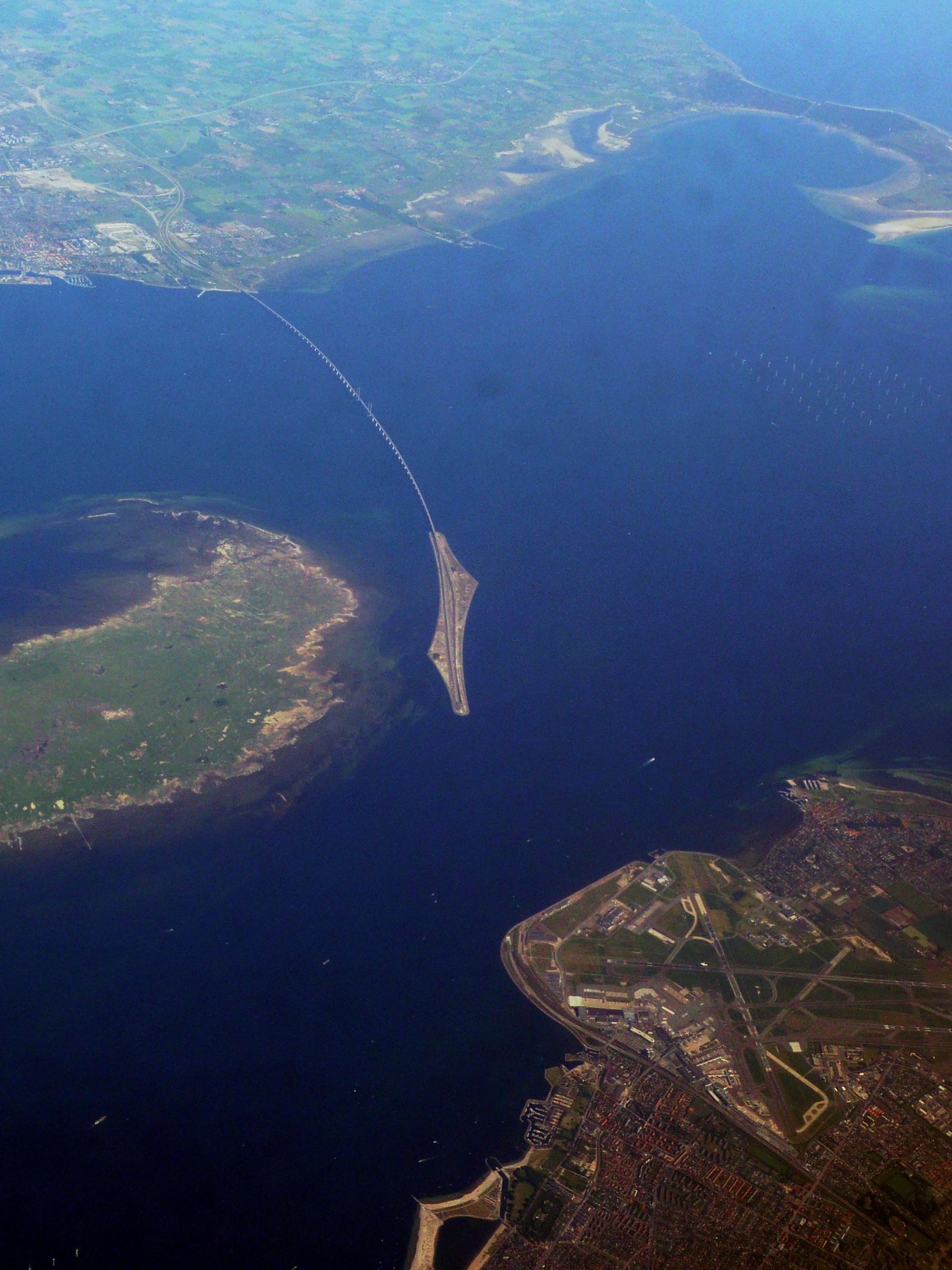
Öresund mit Brücke, unten im Bild Kopenhagen

- Antarktik: Die heutige partielle Sonnenfinsternis vor der antarktischen Küste ist auch vom Süden Argentiniens und Chiles aus sichtbar.[1]
- Öresund: Königin Margrethe II. von Dänemark und König Carl XVI. Gustaf von Schweden treffen sich auf halber Strecke auf der neugebauten Öresundverbindung und weihen die 16 km lange Brücke von Kopenhagen nach Malmö ein.[2]
- Paris/Frankreich: Frankreich übernimmt von Portugal den Vorsitz im Rat der Europäischen Union. Das Amt des Regierungschefs der EG erhält Lionel Jospin.[3]
- Deutschland: Die Pflichtzeit des deutschen Zivildienstes wird von 13 auf 11 Monate herabgesetzt.[4]

### Sonntag, 2. Juli 2000

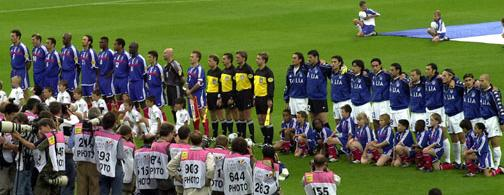
Vor dem Endspiel der Euro 2000

- Klagenfurt/Österreich: Der deutsche Schriftsteller Georg Klein gewinnt mit der Fiktion eines Reiseberichts ohne Titel den Ingeborg-Bachmann-Preis 2000.[5]
- Mexiko-Stadt/Mexiko: Bei der Präsidentschaftswahl erreicht Vicente Fox von der Nationalen Aktionspartei anteilig 42,5 % der Stimmen. Nur 36,1 % der Wähler geben ihre Stimme Francisco Labastida, dem Kandidaten der Institutionell-Revolutionären Partei, welcher alle bisherigen Präsidenten seit 1946 angehören.[6]
- Rotterdam/Niederlande: Die französische Fußballnationalmannschaft besiegt Italien im Finale der Fußball-EM durch ein Golden Goal von David Trezeguet mit 2:1 und wird zum zweiten Mal Europameister.[7]

### Dienstag, 4. Juli 2000
- Bonn/Deutschland: Das Bundeskartellamt genehmigt die Fusion von RWE und VEW unter Auflagen.[8]

### Mittwoch, 5. Juli 2000
- Omsk/Russland: Bei einer Kesselwagenexplosion eines Treibstoffzuges in der Raffinerie Omsk werden drei Menschen getötet und 84 verletzt.[9]

### Donnerstag, 6. Juli 2000
- Berlin/Deutschland: Der Bundestag nimmt das Gesetz zur Ächtung von Gewalt in der Erziehung von Kindern an, in welchem elterliche Züchtigung für unzulässig erklärt wird.[10]
- Zürich/Schweiz: Bei der Abstimmung um den Austragungsort der Fußball-Weltmeisterschaft 2006 setzte sich Deutschland gegen Brasilien, Marokko, England und letztlich im Finale mit zwölf zu elf Stimmen auch gegen Südafrika durch.[11]

### Samstag, 8. Juli 2000
- London/Vereinigtes Königreich: Die US-Amerikanerin Venus Williams gewinnt das Damen-Einzel-Turnier der Wimbledon Championships im Tennis durch einen Sieg im Finale gegen ihre Landsfrau Lindsay Davenport.[12]
- Vereinigte Staaten, Vereinigtes Königreich: Der vierte Band der Kinderbuchreihe Harry Potter erscheint auf Englisch. Zum Start beträgt die Auflage des Romans Harry Potter und der Feuerkelch 4,8 Millionen Exemplare. Der weltweite Erfolg der Reihe stellte sich erst im letzten Jahr mit dem dritten Band ein.[13]

### Sonntag, 9. Juli 2000
- London/Vereinigtes Königreich: Pete Sampras aus den USA gewinnt das Herren-Einzel-Turnier der Wimbledon Championships im Tennis gegen den Australier Patrick Rafter in fünf Sätzen. Es ist Sampras' vierter Gewinn des Turniers in Folge und der siebte Wimbledon-Titel seiner Karriere.[14]
- Samos/Griechenland: Aufgrund starker Waldbrände auf der Insel Samos ruft die griechische Innenministerin Vasso Papandreou den nationalen Notstand aus.[15]

### Montag, 10. Juli 2000
- Manila/Philippinen: Auf der Payatas-Deponie wird durch starke Regenfälle ein Erdrutsch verursacht, welcher 218 Müllsammler tötet.[16]
- Jesse/Nigeria: Bei der Explosion einer durch Diebe manipulierten Ölpipeline kommen 250 Menschen ums Leben.[17]
- Berlin/Deutschland: Der iranische Staatspräsident Mohammad Chatami kommt zum dreitägigen Staatsbesuch nach Deutschland.[18]
- Harare/Simbabwe: Beim Fußballspiel zur WM-Qualifikation zwischen Simbabwe und Südafrika kommt es zu einer Massenpanik bei der 13 Menschen sterben.[19]

### Mittwoch, 12. Juli 2000
- Wien/Österreich: Der Hapag-Lloyd-Flug 3378 muss auf dem Flughafen Wien-Schwechat notlanden.

### Donnerstag, 13. Juli 2000
- Hamburg/Deutschland: Ronald Schill gründet mit Anhängern seiner politischen Vorstellungen die Partei Rechtsstaatlicher Offensive, auch Schill-Partei genannt, die zur Bürgerschaftswahl 2001 antreten soll.[20]
- Hamburg/Deutschland: Beim zweiten „Sozialen Tag“ von Schüler Helfen Leben tauschen 100.000 Schülerinnen und Schüler in Hamburg und in Schleswig-Holstein ihre Schulbank gegen einen bezahlten Job und spenden über 2,1 Millionen Euro für wohltätige Zwecke.

### Sonntag, 16. Juli 2000
- Delta/Nigeria: Durch die Explosion einer Pipeline und das anschließende Feuer sterben mindestens 250 Personen in einem Dorf nahe der Stadt Sapele. Als Grund für die Explosion kommt das illegale Anzapfen der Leitung in Betracht.[21]

### Montag, 17. Juli 2000
- Damaskus/Syrien: Baschar al-Assad wird Staatspräsident.
- Jolo/Philippinen: Renate Wallert wird als erste deutsche Geisel im Entführungsfall Abu Sajaf freigelassen.[22]
- Anishabad/Indien: Alliance-Air-Flug 7412 verunfallt auf dem Weg vom Flughafen Kolkata zum Indira Gandhi International Airport. 55 Menschen kommen im Flugzeug und auf dem Boden ums Leben.

### Dienstag, 18. Juli 2000
- Berlin/Deutschland: Königin Elisabeth II. eröffnet während ihres Deutschlandbesuchs das neue Gebäude der britischen Botschaft in Berlin.

### Donnerstag, 20. Juli 2000
- Pleinfeld/Deutschland: Der Stausee Großer Brombachsee in Mittelfranken wird sieben Jahre nach Beginn der Flutung feierlich eingeweiht. Mit einem Vollstau-Volumen von 136,6 Millionen m³ ist er aktuell der siebtgrößte deutsche Stausee.[23]

### Freitag, 21. Juli 2000
- Nago/Japan: Die Staatschefs der Gruppe der Acht und der Präsident der Europäischen Kommission treffen sich zum 26. Weltwirtschaftsgipfel. Neben globalen Fragen zur wirtschaftlichen Entwicklung, zu Infektionskrankheiten und zu Umweltaspekten steht das Problem der zunehmenden Geldwäsche auf der Agenda.[24][25]

- Regensburg: Der bayerische Ministerpräsident Stoiber eröffnet auf dem Domplatz (Regensburg) das dreitägige Fest der Bayern, die Abschlussveranstaltung der offiziellen Millenniumsfeierlichkeiten des Freistaates Bayern. Insgesamt besucht etwa eine halbe Million Menschen das Fest.

### Sonntag, 23. Juli 2000

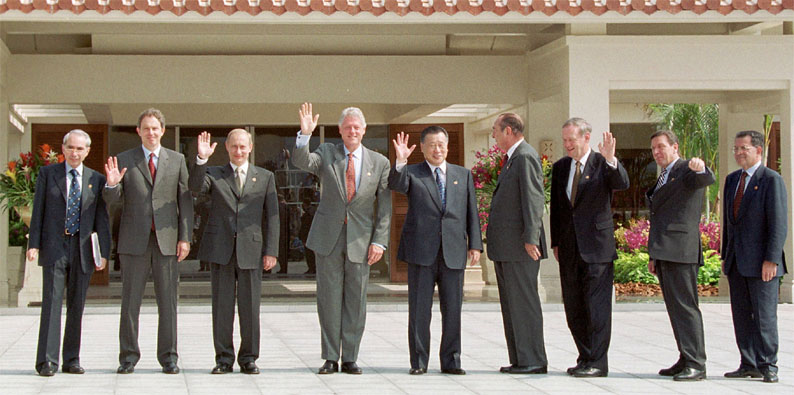
Sieben der neun Teilnehmer des Weltwirtschaftsgipfels

- Nago/Japan: Zum Ende des Weltwirtschaftsgipfels versprechen die Teilnehmer, die Sorgen von Globalisierungskritikern ernst zu nehmen. Zum Beispiel soll zwischen den Staaten der Gruppe der Acht (G8) und den nicht zur G8 gehörenden Staaten mehr kommuniziert werden. In Bezug auf die Wirtschaft stellen die Teilnehmer „noch nie dagewesene Fortschritte“ (englisch „unprecedented economic progress“) fest.[26]
- Paris/Frankreich: Lance Armstrong aus den USA gewinnt zum zweiten Mal die Rad-Rundfahrt Tour de France.[27]

### Montag, 24. Juli 2000
- Lisburn/Nordirland: Der loyalistische Extremist Michael Stone wird aufgrund einer Amnestie, welche auf dem Karfreitagsabkommen beruht, aus der Haft im Maze Prison entlassen.[28]

### Dienstag, 25. Juli 2000

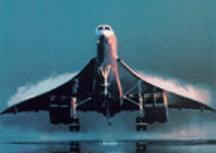
Concorde

- Paris/Frankreich: Nach dem Start vom Flughafen Charles de Gaulle stürzt Air-France-Flug 4590 in ein Hotel, wobei 113 Menschen ums Leben kommen. Mit der Katastrophe gerät die Concorde als Verkehrsflugzeug, deren Einsatz schon lange umstritten ist, weiter unter Druck.[29]
- Saint Petersburg/Vereinigte Staaten: Der erste Eintrag im Artikelnamensraum der Online-Enzyklopädie Nupedia nach einer Idee von Jimmy Wales und Larry Sanger wird veröffentlicht. Er behandelt das Phänomen der musikalischen Atonalität.[30]

### Mittwoch, 26. Juli 2000
- Brüssel/Belgien: Die Pharma- und Chemiekonzerne Novartis und AstraZeneca dürfen nach einer Entscheidung der EU-Kommission zum neuen weltgrößten Pflanzenschutzmittel-Produzenten Syngenta fusionieren.
- Smolensk/Russland: Sergei Nowikow, Besitzer einer unabhängigen Radiostation, wird ermordet.
- Ulaanbaatar/Mongolei: Nambaryn Enchbajar wird Regierungspräsident.

### Donnerstag, 27. Juli 2000
- Düsseldorf/Deutschland: Beim Sprengstoffanschlag am S-Bahnhof Düsseldorf-Wehrhahn explodiert eine Rohrbombe in einer Plastiktüte. Tatverdächtig ist ein Neonazi mit dem Spitznamen „Sheriff von Flingern“.[31][32]

### Montag, 31. Juli 2000
- Davisstraße: Bei der heutigen partiellen Sonnenfinsternis ist die Bedeckung der Sonne durch den Mond zwischen Grönland und der kanadischen Baffininsel am größten. Abends kann die Sonnenfinsternis auch von der amerikanischen Westküste aus beobachtet werden.[33]
- Jerusalem/Israel: Die Knesset wählt Moshe Katsav von der Partei Zusammenschluss zum neuen Staatspräsidenten. Der Vorsprung Katsavs auf Schimon Peres von der Partei Arbeit beträgt sechs Stimmen.[34]
- Skopje/Mazedonien: Der Präsident des Parlaments Savo Klimovski setzt den Termin der nächsten Lokalwahlen auf den 10. September fest. Bisher war der 31. Oktober als Wahltag vorgesehen. Die oppositionellen Parteien vermuten, dass Klimovski ihnen bewusst weniger Zeit für den Wahlkampf einräumen möchte, und werten dies als Demokratiedefizit.[35]
- Nürnberg/Deutschland: Arbeitsminister Walter Riesterüberreicht die erste Greencard an einen Studenten aus Indonesien.[36]
- Peking/China: Vor dem Mittleren Volksgericht in Peking wird der ehemalige Gouverneur der Region Guangxi, Cheng Kejie, aufgrund von Korruptionsvorwürfen zum Tode verurteilt.[37]

## Weblinks

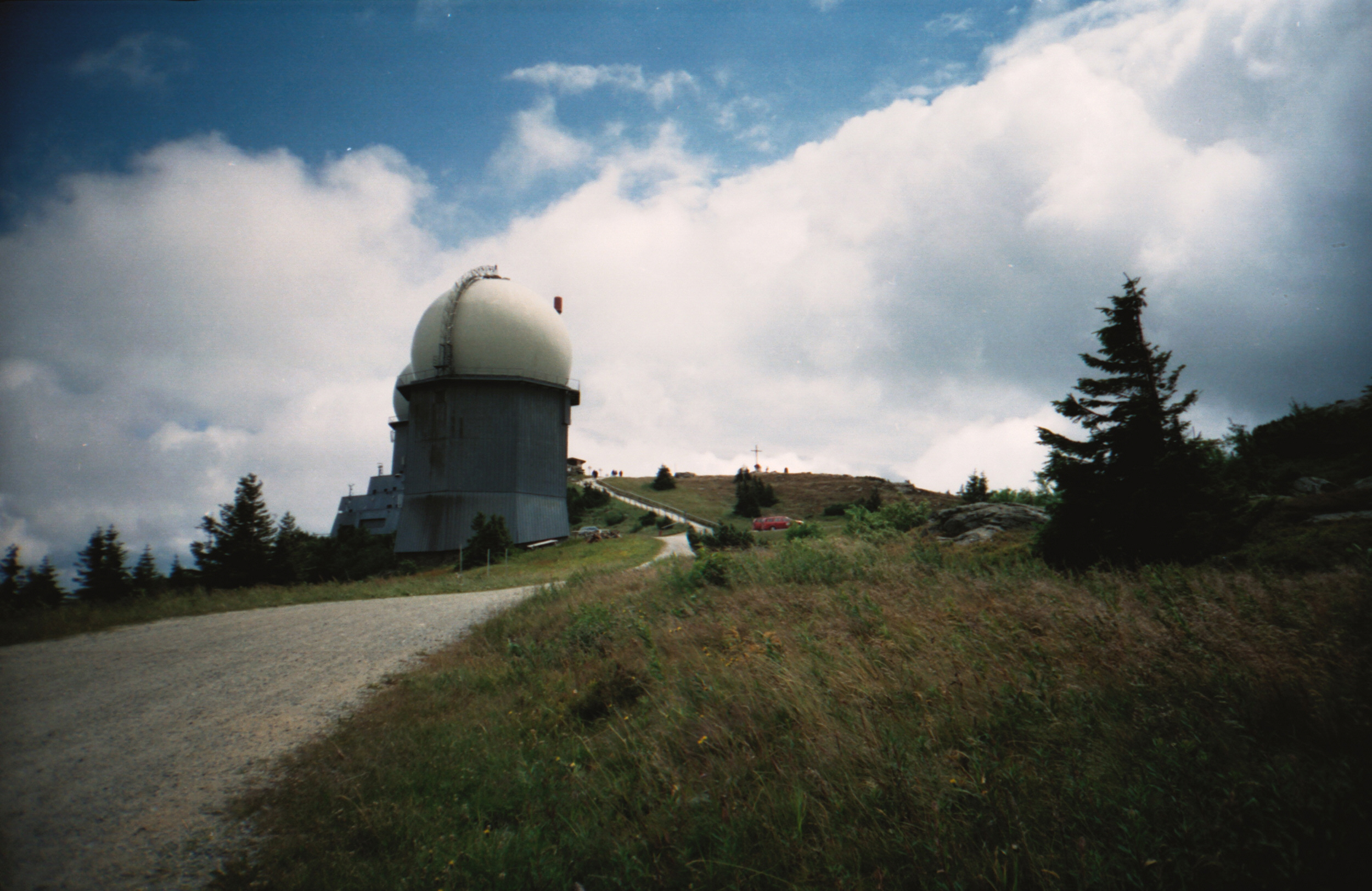
Bayern im Juli 2000